# Marie-Soleil
Pour les articles homonymes, voir Marie-Soleil (homonymie).
 (mai 2025).
Si vous disposez d'ouvrages ou d'articles de référence ou si vous connaissez des sites web de qualité traitant du thème abordé ici, merci de compléter l'article en donnant les références utiles à sa vérifiabilité et en les liant à la section « Notes et références ».
Marie-Soleil est une ancienne émission de télévision franco-ontarienne canadienne, diffusée dans les années 1980. Diffusée sur la chaîne de télévision anglophone BBS (en) (fusionnée depuis avec CTV) et la chaîne de télévision pour enfants YTV, elle avait pour vocation, à travers des histoires racontées par Suzanne Pinel et des chansons, d'apprendre le français, langue officielle du Canada, aux jeunes enfants anglophones. En même temps, cette émission permet l'inclusion des enfants malentendants grâce à la présence du clown Samuel, personnage qui s'exprime en langue des signes et au moyen de pantomimes humoristiques.

## Synopsis
Marie-Soleil habite dans un arbre enchanté en compagnie de ses amis, Fergus le chien anglophone et le clown Samuel. Tous les jours, ils vivent de folles aventures. De plus, Marie-Soleil reçoit toujours la visite d'enfants qui viennent jouer, chanter et danser avec elle.